# (1455) Mitchella
(1455) Mitchella – planetoida z pasa głównego asteroid okrążająca Słońce w ciągu 3 lat i 135 dni w średniej odległości 2,25 au. Została odkryta 5 czerwca 1937 roku w Landessternwarte Heidelberg-Königstuhl w Heidelbergu przez Alfreda Bohrmanna. Nazwa planetoidy pochodzi od Marii Mitchell, (1818-1889) amerykańskiej astronom. Przed nadaniem nazwy planetoida nosiła oznaczenie tymczasowe (1455) 1937 LF.